# أدريان لافي
أدريان لافي (بالإنجليزية: Adrian Levy)‏ هو صحفي بريطاني، ولد في 1965.